# Durandal
Durandal, Durendal, Durandan(a) – miecz należący do hrabiego Rolanda, tytułowego bohatera średniowiecznej chanson de geste pt. Pieśń o Rolandzie oraz występującego w wielu innych romansach rycerskich.
Miecz ten miał być wykonany z najlepszych stopów metali i w rękach hrabiego Rolanda siał postrach wśród wrogów i przynosił chwałę rycerstwu Karola Wielkiego. Podarować go miał Rolandowi właśnie Karol Wielki za natchnieniem anioła, w innych wersjach legendy był darem Maugisa. Niekiedy podawano, że należał wcześniej do Hektora z Troi (tak np. w późniejszym Orlandzie szalonym Ariosta).
Według Pieśni o Rolandzie w jego rękojeści znajdowały się święte relikwie: ząb świętego Piotra, krew świętego Bazylego, włosy świętego Dionizego i strzęp szaty Najświętszej Marii Panny.
W eposie umierający Roland próbuje miecz zniszczyć, uderzając nim o skałę, aby nie wpadł w ręce wrogich Saracenów. Rezultatem tych prób miało być według tradycji powstanie w grani Pirenejów ponad doliną Gavarnie przełęczy zwanej Brèche de Roland – Szczerba Rolanda. Miecz jednak okazał się niezniszczalny. Według lokalnej tradycji można go było oglądać w Rocamadour we Francji, jednak w czerwcu 2024 roku został on skradziony.